# Tor (gènere)

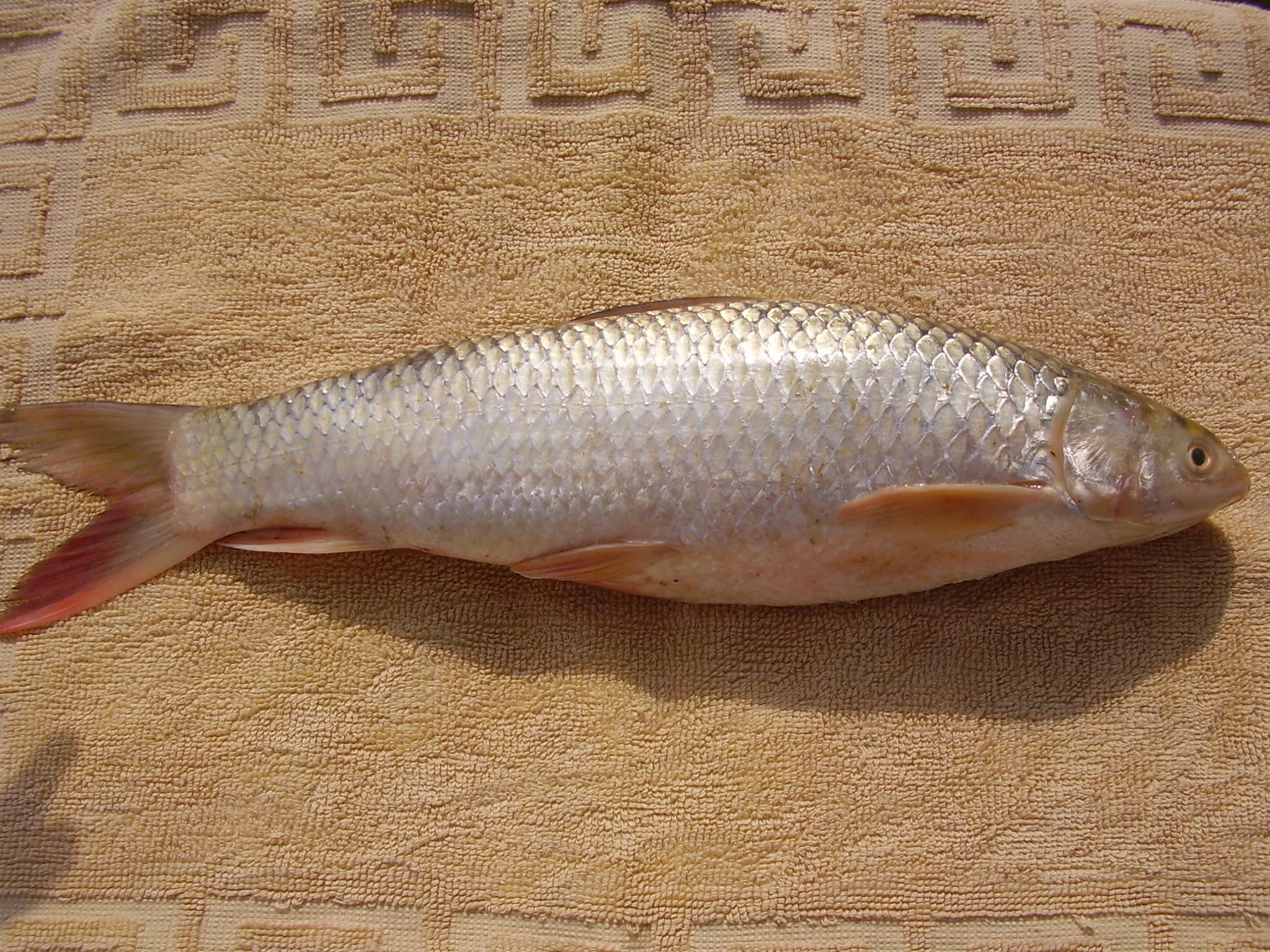
Tor putitora

Tor és un gènere de peixos de la família dels ciprínids i de l'ordre dels cipriniformes.

## Taxonomia
- Tor ater (Roberts, 1999)[1]
- Tor barakae (Arunkumar & Basudha, 2003)[2]
- Tor brevifilis (Peters, 1881)[3]
- Tor douronensis (Valenciennes, 1842)[4]
- Tor hemispinus (Chen & Chu, 1985)[5]
- Tor khudree (Sykes, 1839)[6]
- Tor kulkarnii (Menon, 1992)[7]
- Tor laterivittatus (Zhou & Cui, 1996)[8]
- Tor macrolepis (Heckel, 1838)
- Tor mussullah (Sykes, 1839)
- Tor polylepis (Zhou & Cui, 1996)[8]
- Tor progeneius (McClelland, 1839)[9]
- Tor putitora (Hamilton, 1822)[10]
- Tor qiaojiensis (Wu, 1977)[11]
- Tor sinensis (Wu, 1977)[11]
- Tor soro (Valenciennes, 1842)[4]
- Tor tambra (Valenciennes, 1842)[4]
- Tor tambroides (Bleeker, 1854)[12]
- Tor tor (Hamilton, 1822)[13]
- Tor yingjiangensis (Chen & Yang, 2004)[14]
- Tor yunnanensis (Wang, Zhuang & Gao, 1982)[15][16][17][18][19][20][21][22][23][24]